# Надда, Джагат Пракаш
Джагат Пракаш Надда (хинди जगत प्रकाश नड्डा; род. 2 декабря 1960, Патна, Бихар, Индия) — индийский политик и юрист, министр здравоохранения и поддержки семьи Индии и министр химической промышленности и удобрений Индии с 2024 года, президент индийской партии Бхаратия джаната парти (БДП) с 2020 года и депутат Раджья сабхи со 2 апреля 2024 года. Является ключевым человеком, принимающим решения в БДП и близким помощником Нарендры Моди.

## Личная жизнь
Джагат Пракаш Надда родился 2 декабря 1960 года в городе Патна на территории индийского штата Бихар в семье Нараина Лалла Надды и Кришны Надды, имевшими происхождение на территории Химачал-Прадеш. У него есть брат Джагат Бхушан Надда.
Надда получил своё образование в средней школе Святого Ксаверия в Патне. Впоследствии он получил степень бакалавра искусств в колледже Патны и университете Патны и степень бакалавра права на юридическом факультете университета Химачал-Прадеш в Шимле. В детстве Джагат Пракаш Надда представлял штат Бихар на всеиндийском чемпионате по плаванию среди юниоров, проходившем в Дели. 11 декабря 1991 года Надда женился на Маллике Надде (урождённой Банерджи), от которой у него есть два сына. В 1999 году его тёща Джаяшри Банерджи была избрана в Лок сабху.

## Политическая карьера

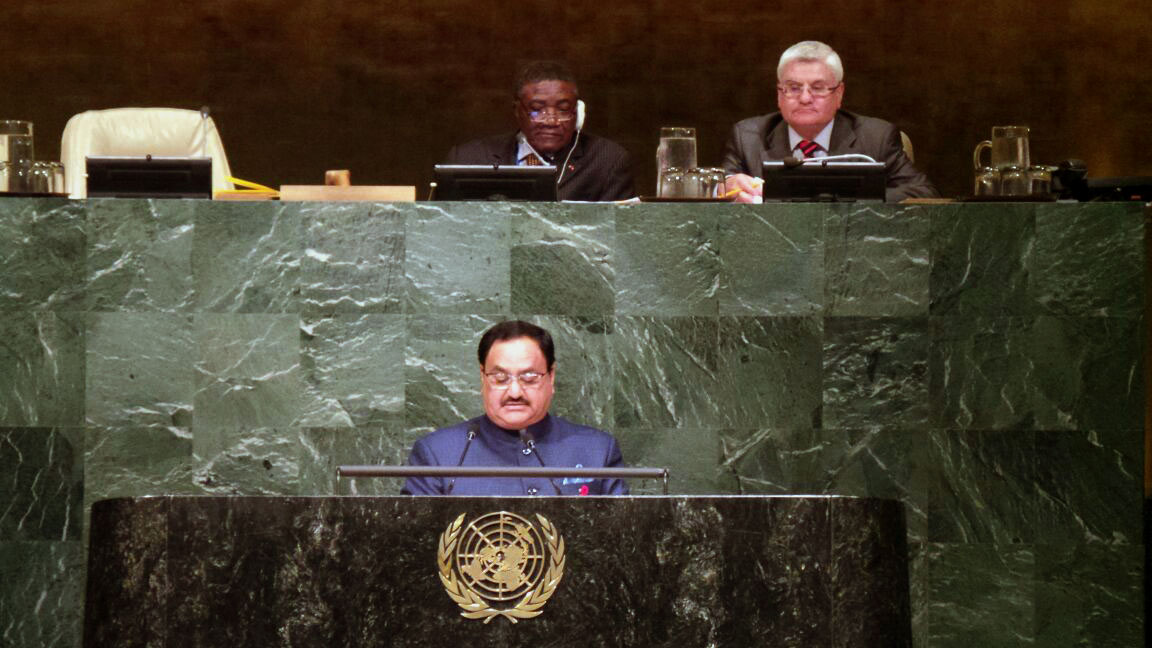
Надда в качестве министра здравоохранения и поддержки семьи Индии выступает на Генеральной Ассамблее ООН в Нью-Йорке 8 июня 2016 года

### Ранняя политическая карьера
Джагат Пракаш Надда был впервые избран в Законодательное собрание штата Химачал-Прадеш от избирательного округа Биласпур по результатам выборов 1993 года. В 1998 году он был переизбран в Законодательное собрание.
Во время своего первого срока Надда был лидером своей партийной группы в Законодательном собрании штата Химачал-Прадеш с 1994 по 1998 год. Во время своего второго срока он был министром здравоохранения, поддержки семьи и министром по делам парламента.
Джагат Пракаш Надда был избран ещё на один срок по результатам выборов 2007 года. После того, как Прем Кумар Дхумал сформировал правительство, он ввёл Надду в свой кабинет в качестве министра, ответственного за лес, окружающую среду, науку и технологии с 2008 по 2010 год.

### В национальной политике
Надда не добивался переизбрания на четвёртый срок в Законодательное собрание Химачал-Прадеш в 2012 году, и вместо этого был избран в Раджья сабху — верхнюю палату парламента Индии. В 2014 году, во время того, как в кабинет министров Индии избирались новые министры, Нарендра Моди назначил Джагата Пракаша Надду новым министром здравоохранения и поддержки семьи Индии.

### Президент Бхаратия джаната парти
В июне 2019 года Надда был назначен национальным действующим президентом Бхаратия джаната парти. 20 января 2020 года он был единогласно избран национальным президентом партии, сменив на этом посту Амита Шаха.
В январе 2021 года Джагат Пракаш Надда запустил новую программу «Ek Muthi Chaawal Yojana» в Бардхамане, штат Западная Бенгалия. В сентябре 2022 года он получил продление срока на посту президента Бхаратия джаната парти до парламентских выборов в Индии 2024 года.
4 марта 2024 года Надда подал в отставку с поста депутата Раджья сабхи из Химачал-Прадеш. Затем он был без голосов «против» избран в Раджья сабху от штата Гуджарат и принёс присягу 6 апреля 2024 года.
11 июня 2024 года Джагат Пракаш Надда был назначен Нарендрой Моди министром здравоохранения и поддержки семьи Индии и министром химической промышленности и удобрений Индии.